# Ponç de Gualba
Ponç de Gualba (?, s. XIII - Barcelona, 17 de juliol de 1334) fou un eclesiàstic català, bisbe de Barcelona (1303-1334).

## Biografia
Procedia d'una família catalana de llinatge conegut des del segle xii, fill de Ponç I de Gualba, nebot del bisbe Guerau de Gualba (1284-1285) i germà d'Arnau, senyor de la baronia de Montnegre (Sant Celoni, Vallès Oriental), que havia estat atorgada a Ponç I per l'infant Pere. No obstant això, s'havia educat a la catedral de Mallorca, on fou sagristà. Aquesta circumstància el va fer creure d'origen mallorquí.

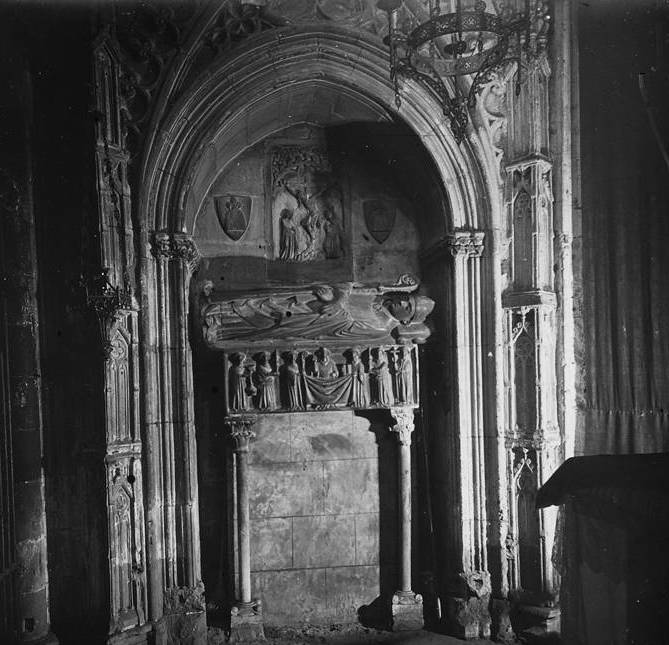
Tomba de Ponç de Gualba a la catedral de Barcelona (1920)

Fou consagrat bisbe de Barcelona el 5 de setembre de 1303. Es tancava així un llarg període de seu vacant, des de la mort del bisbe Bernat Pelegrí (1300), en el qual havia exercit d'administrador des de 1301.
Jaume II l'envià com a ambaixador, juntament amb Vidal de Vilanova, davant el papa Joan XXII (1316) per prestar homenatge en nom del rei per Còrsega i Sardenya; hi negociaren les condicions de la seva adquisició i les de la pau entre Sicília i Nàpols, i sol·licitaren l'arquebisbat de Tarragona per a l'infant Joan.
Feu continuar, a bon ritme, les obres de la catedral de Barcelona, per a les quals contractà l'arquitecte mallorquí Jaume Fabre l'any 1317. Entre altres elements, sota el seu mandat es va efectuar la cripta de santa Eulàlia.
Morí el 1334. Es conserva el seu sepulcre, amb estàtua jacent, a l'antiga capella de Sant Nicolau, avui de Sant Benet, de la catedral de Barcelona; està col·locat al mur esquerre de la capella, dins un arcosoli presidit per un calvari realitzat per l'escultor Jaume Cascalls. Al costat del calvari hi ha el seu escut heràldic, que és de gules amb un mont flordelisat d'or, també present al gran vitrall central de l'absis de la catedral.